# 삼척 영은사 팔상전
삼척 영은사 팔상전(三陟 靈隱寺 八相殿)은 대한민국 강원특별자치도 삼척시 근덕면 궁촌리, 영은사에 있는 건축물이다. 1982년 11월 3일 강원특별자치도의 유형문화재 제77호로 지정되었다.

## 개요
영은사는 통일신라말에 범일조사가 지은 절이다. 절에 남아있는 기록에 의하면 팔상전은 조선 인조 19년(1641)에 지었다고 하는데, 건축양식으로 보면 조선 후기의 모습을 보이고 있다.
앞면 3칸·옆면 2칸의 규모이며, 지붕 옆면이 사람 인（人）자 모양인 단순한 맞배지붕집이다. 앞쪽은 겹처마이고 뒤쪽은 홑처마로 되어 있는데, 뒤쪽의 덧서까래를 앞쪽보다 길게 하여 건물의 균형을 맞추고 있다. 또 지붕 옆면에 방풍판을 달았는데, 모서리를 서로 다르게 하여 균형을 이루고 있어 특이하다.
내부에는 영조 36년(1760)에 그린 탱화 8점이 모셔져 있는데, 이는 부처님의 일생을 그린 것이다.

## 참고 문헌
- 삼척 영은사 팔상전 - 국가유산청 국가유산포털